# Fountains of Wayne
Fountains of Wayne var ett amerikanskt powerpopband, bildat 1996 i New York och bestående av sångaren och gitarristen Chris Collingwood, basisten Adam Schlesinger, gitarristen Jody Porter och trummisen Brian Young. Till deras mest kända låtar hör "Radiation Vibe", "Stacy's Mom" och "Hey Julie".

## Medlemmar
- Chris Collingwood (f. 3 oktober 1967 i Storbritannien) – sång, rytmgitarr, keyboard
- Adam Schlesinger (f. 31 oktober 1967 i New York City) – basgitarr, gitarr, keyboard, trummor, bakgrundssång
- Jody Porter – sologitarr, bakgrundssång
- Brian Young – trummor, percussion

## Diskografi
Studioalbum
- 1996 – Fountains of Wayne
- 1999 – Utopia Parkway
- 2003 – Welcome Interstate Managers
- 2005 – Out-of-State Plates
- 2007 – Traffic and Weather
- 2011 – Sky Full of Holes

Samlingsalbum
- 2005 – Out-of-State Plates

Singlar (urval)
- 1996 – "Radiation Vibe" (US Alt #14)
- 1999 – "Denise" (US Alt #34)
- 2003 – "Stacy's Mom" (US #21, US Adult #20, US Alt #31, US Pop #3)
- 2004 – "Hey Julie"